# 格里菲斯·J·格里菲斯
格里菲斯·詹金斯·格里菲斯（英語：Griffith Jenkins Griffith；1850年1月4日—1919年7月6日），是一位威爾斯裔美国企業家和慈善家，捐赠12.20平方公里的土地給洛杉矶市政府而成立格里菲斯公園，並用遗產建洛杉磯希臘劇場和格里菲斯天文台。

## 外部連結
- BBC biography Archive.today的存檔，存档日期2012-05-29
- Griffith Park Narrative